# Lukas Jorkas
Lukas Jorkas (gr. Λουκάς Γιώρκας, Loukás Gió̱rkas; ur. 18 października 1986 w Larnace) – cypryjski piosenkarz laiko.
Reprezentant Grecji w 56. Konkursie Piosenki Eurowizji (2011).

## Życiorys
Urodził się i wychował na Cyprze. W czasie nauki w szkole zaczął interesować się muzyką i nauczył się grać na gitarze. Po ukończeniu szkoły średniej wyjechał do Grecji, aby studiować biologię na uniwersytecie w Patras. W tym samym czasie grywał z lokalnymi zespołami muzycznymi oraz uczył się grać na różnych instrumentach. W 2004 wygrał 12. Konkurs dla Kompozytorów Piosenek Cypryjskich organizowany przez publicznego nadawcę Cyprus Broadcasting Corporation.
W 2008 zwyciężył w finale pierwszej grecji edycji programu The X Factor. W nagrodę podpisał kontrakt płytowy z wytwórnią płytową Sony Music Grecce. We wrześniu 2009 wydał debiutancką epkę pt. Mazi, za którą zdobył certyfikat złotej płyty w Grecji. Minialbum promował singlem „Den fantazesai”.
W lutym 2011 roku został ogłoszony jednym z finalistów programuEllinikos Telikos 2011, wyłaniającego reprezentanta Cypru w 56. Konkursie Piosenki Eurowizji, do którego zgłosił się z utworem „Watch My Dance” nagranym ze Stereo Mikiem. Na początku marca wystąpili w finale programu i zajęli pierwsze miejsce, zdobywając tym samym możliwość reprezentowania kraju podczas Eurowizji organizowanej w Düsseldorfie. W maju zajęli siódme miejsce w konkursie po zdobyciu 120 punktów. W lipcu wydał solowy singiel „Ja proti fora”.
W 2012 wydał single „Emata” i „Eklapsa”.

## Dyskografia
Minialbumy (EP)
- Mazi (2009)

Single
- 2011 – „Watch My Dance” (ze Stereo Mikiem)
- 2011 – „Ja proti fora”
- 2012 – „Emata”
- 2012 – „Eklapsa”